# Ciberpsicologia
Ciberpsicologia (também conhecida como psicologia da internet, psicologia da web ou psicologia digital) é um domínio científico interdisciplinar que se concentra nos fenômenos psicológicos que surgem como resultado da interação humana com a tecnologia digital, especialmente a Internet.

### Panorama
A ciberpsicologia é um termo amplamente utilizado para pesquisa interdisciplinar que comumente descreve como os humanos interagem com outros por meio da tecnologia, como o comportamento humano e estados psicológicos são afetados pela tecnologia, e como a tecnologia pode ser desenvolvida de forma ótima para as necessidades humanas. Embora não seja explicitamente definida como ciberpsicologia, pesquisas anteriores sobre os impactos da realidade virtual no comportamento humano foram identificadas por ciberpsicólogos e utilizadas para orientar os parâmetros de áreas de pesquisa. A importância da ciberpsicologia como um campo independente e definido a partir de estudos existentes foi proposta por pesquisadores como Bruno Emond e Robert L West, sugerindo que o campo deve incluir modelagem cognitiva.
Embora a ciberpsicologia permaneça ampla, pesquisas recentes têm emergido comumente sobre o impacto das mídias sociais nos transtornos de personalidade, vício em computador, vício em jogos de vídeo e ansiedade online. Os efeitos da terapia virtual também foram identificados devido à pandemia global de COVID-19. Essas áreas de pesquisa também incluem o impacto positivo no estado psicológico humano em relação à interação com a inteligência artificial social. As áreas de pesquisa também incluem a influência da ciberpsicologia em outros campos; na pesquisa de Scott M. Debb, a ciberpsicologia é discutida como tendo interdependência com a disciplina de Segurança Cibernética, especificamente em relação a sujeitos humanos. Outro campo de estudo desta ciência procura entender porque as pessoas tendem a ter um comportamento desinibido pela internet, reagindo de maneira inflamada a comentários e assuntos contemporâneos. De acordo com John Suller, autor da teoria de desinibição online, a combinação entre anonimidade e falta de consequências imediatas permitem com que algumas pessoas assumam um tom mais agressivo online.
Embora existam algumas áreas da ciberpsicologia bem definidas no campo das pesquisas cientificas direcionadas a saude mental e transtornos online, outros temas fazem parte do campo de investigação da ciberpsicologia, como compras online, captologia, transhumanismo, etc.